# Priapus

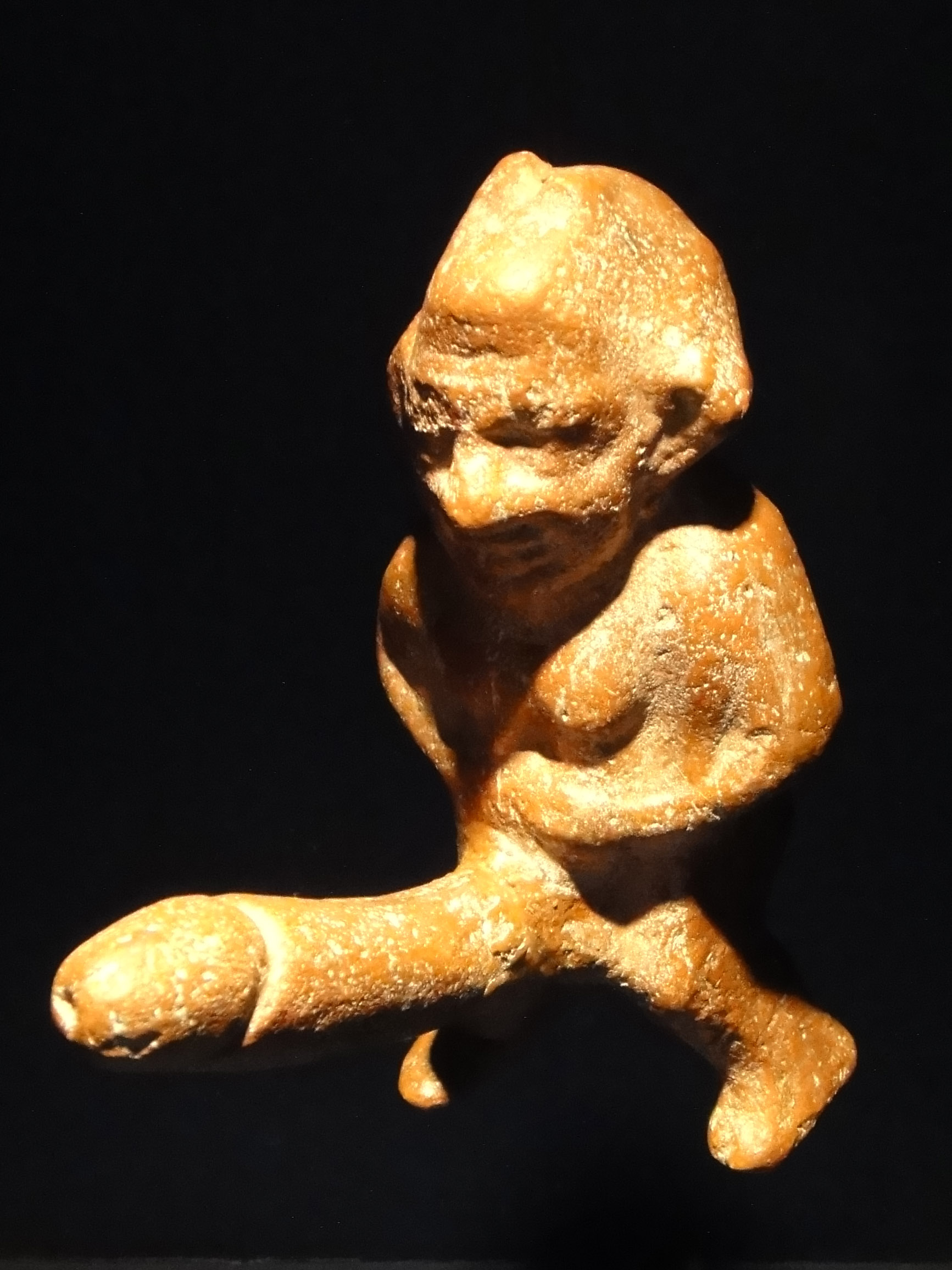
Priapus (teracotă)

În mitologia greacă, Priapus sau Priapos (greaca veche: Πρίαπος) era un zeu minor, rustic, al fertilității.